# 大阪学院大学短期大学部
大阪学院大学短期大学部（おおさかがくいんだいがくたんきだいがくぶ、英語: Osaka Gakuin Junior College）は、大阪府吹田市岸部南2-37-1に本部を置く日本の私立大学。1962年創立、1962年大学設置。大学の略称は大阪学院短大。

## 概観

### 大学全体
- 大阪府吹田市に所在する日本の私立短期大学で、設置主体は学校法人大阪学院大学。
- 1962年に関西経済学院短期大学として1学科、入学総定員100名体制で開学。かつては、第1部が男子部、女子部に分かれ、第2部が共学で、男子学生の方が多かったが、後に女子学生の方が多くなり、現在は女子のみの募集となっている。
- 私大バブル闌と言われた1986年には入学定員増、さらに1987年には学科の増設もなされた。

### 建学の精神（校訓・理念・学是）
- 大阪学院大学短期大学部における建学の精神は「教育と学術の研究を通じ、広く一般社会に貢献し、且つ人類の福祉と平和に寄与する視野の広い実践的な人材の育成」である。また、「WE GO TO THE HEART」（核心に迫る、心の強調）をスローガンとしている。

### 教育および研究
- 大阪学院大学短期大学部には現在、経営実務科が設けられている。実社会で有用なカリキュラムが中心で、経営・会計・秘書・情報・流通などの分野を総合的に学べるところに魅力がある。日商簿記検定・秘書技能検定・実用英語技能検定・TOEFL・TOEICなどの資格取得支援も行なわれている。

### 学風および特色
- 大阪学院大学短期大学部は、大阪学院大学内にキャンパスがある関係上、両者同士の交流が盛んである。また、短大では国際交流も盛んに行われている。

## 沿革
- 1962年
  - 1月20日 左記を以て文部省[注 4]より短期大学の設置が認可される[1]。
  - 4月1日 関西経済学院短期大学として以下の学科体制にて開学。
    - 経営実務科 入学定員100名

  - 5月1日 学生数[2]/定員
    - 経営実務科 132[注 5]/100
- 1963年
  - 4月1日 大阪学院大学短期大学部に改称[3]。経営実務科に第2部が設置され、以下の通りの体制となる。
    - 経営実務科
      - 第一部 入学定員100名
      - 第二部 入学定員100名

  - 5月1日 学生数[4]/定員
    - 経営実務科
      - 第一部 241[注 6]/200
      - 第二部 114[注釈 1]/100
- 1967年
  - 4月1日 大阪学院短期大学に改称[5]。
  - 5月1日 学生数[6]/定員
    - 経営実務科
      - 第一部 150[注 7]/200
      - 第二部 92[注 8]/200
- 1976年
  - 4月1日 実質この年度で経営実務科第二部の学生募集を最終となる[注 9]。
  - 5月1日 学生数[10]/定員
    - 経営実務科
      - 第一部 325[注釈 2]/200
      - 第二部 75[注 10]/200
- 1977年
  - 5月1日 学生数[11]/定員
    - 経営実務科
      - 第一部 371[注釈 2]/200
      - 第二部 29[注釈 1]/100
- 1978年
  - 5月1日 学生数[12]/定員
    - 経営実務科
      - 第一部 332[注釈 2]/200
      - 第二部 3[注 11]/0
- 1982年
  - 7月7日 左記をもって経営実務科第二部を正式に廃止する[注 12]
- 1986年
  - 4月1日 経営実務科の入学定員を100[15]→200[16]に増員[注 13]。
  - 5月1日 学生数[19]/定員
    - 経営実務科 422[注釈 2]/300
- 1987年 新校舎が完成。
  - 4月1日 以下の学科を増設[20]。
    - 国際文化学科 入学定員200名[21]

  - 5月1日 学生数[22]/定員
    - 経営実務科 504[注釈 2]/400
    - 国際文化学科 321[注釈 2]/200
- 1991年
  - 4月1日 各学科の入学定員を以下の通り変更する[注 14]。
    - 経営実務科 200→400
    - 国際文化学科 200→400

  - 5月1日 学生数[26]/定員
    - 経営実務科 697[注釈 2]/600
    - 国際文化学科 697[注釈 2]/600
- 1992年
  - 5月1日 学生数[27][注 15]/定員
    - 経営実務科 843[注釈 2]/800
    - 国際文化学科 837[注釈 2]/800
- 1999年
  - 5月1日 学生数[29]/定員
    - 経営実務科 729[注釈 2]/800
    - 国際文化学科 416[注釈 2]/800
- 2000年
  - 4月1日 学科の入学定員を以下の通り変更する[30]。
    - 経営実務科 400→300
    - 国際文化学科 400→260
- 2007年
  - 4月1日 この年度で国際文化学科の学生募集を最終とする[注 16]。
- xxxx年 
  - 4月1日 経営実務科の入学定員を300→200に減員。
- 2009年
  - 5月31日 左記を以て国際文化学科を正式に廃止する[32]。
- 2013年
  - 4月1日大阪学院大学短期大学部に改称[33]。
- xxxx年 
  - 4月1日 経営実務科の入学定員を200→100に減員。

## 基礎データ

### 所在地
- 大阪府吹田市岸部南2-37-1

### 交通アクセス
- JR東海道本線 岸辺駅下車。
- 阪急京都線正雀駅下車。
- 阪急バス吹田市内線 岸辺駅下車、徒歩約3〜4分。

## 教育および研究

### 組織

#### 学科
- 経営実務科 入学定員100名

##### 学科の変遷
- 経営実務科
  - 第一部→経営実務科
  - 第二部 入学定員100名[注 17]
- 国際文化学科 入学定員xx名[注 18]

#### 専攻科
- なし

#### 別科
- なし

##### 取得資格について
- 過去に、教職課程として中学校教諭二種免許状が設けられていた[37]。
  - 英語：かつて国際文化学科にて設けられていた[38]。
  - 職業：かつて経営実務科にて設けられていた。

## 学生生活

### 部活動・クラブ活動・サークル活動
- 大阪学院大学短期大学部のクラブ・サークル活動：大阪学院大学と同じキャンパスにあるため、大阪学院大学の学生と合同で活動しているのが特徴である。

### 学園祭
- 大阪学院大学短期大学部の学園祭は「岸辺祭」と呼ばれ、大学と合同で行われている。

## 大学関係者と組織

### 大学関係者一覧

#### 出身者
- 木村泰子 - タレント、モデル。
- 林佳世子 - プロゴルファー。

## 施設

### キャンパス
- 1号館：大阪学院大学短期大学部キャンパス
- MELOP - マルチメディア施設。

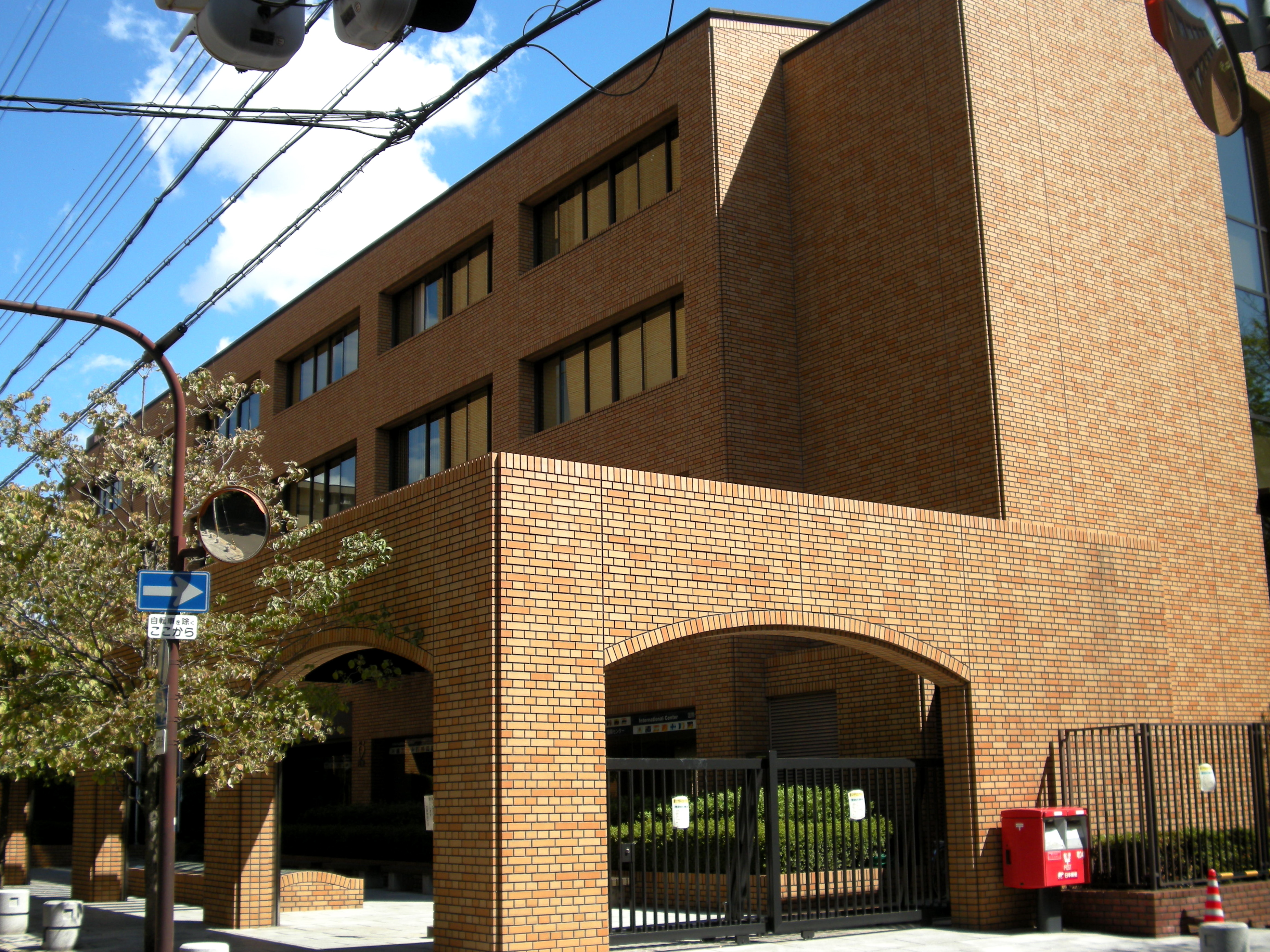
1号館

- I-Chat Lounge - 学生がキャンパスにいながら海外を体験できる施設。
- 白井記念大阪学院図書館 - 蔵書数約99万冊を誇る大学図書館。
- ブックセンター（紀伊國屋書店） - 書店、購買部。
- le soleil - トレーニングセンター。
- 学生食堂
  - カルチェ・ラタン
  - キャンパス・フード・サービス
  - K.M.36 BANCH - カフェテリア
  - ヤマザキYショップ - コンビニエンスストア（飲食スペース有り）
  - OGU CAFE
  - 警備員のいる駐輪場があり、自動二輪は車種・排気量問わず駐車可能。

### キャンパス外施設
- 学院島臨海研修所 - 岡山県笠岡市沖にある研修用の島。
- 千里山グラウンド
- 千里山セミナーハウス

### 寮
- 学生寮（委託寮）
  - ヒル・コート - 摂津市千里丘（通学時間約20分）。

## 対外関係

### 他大学との協定
- これまで、協定を結んでいた大学を含めて以下列記する。

#### アメリカ
- セント・トーマス大学
- カリフォルニア大学
- ハワイパシフィック大学
- ハワイ大学

#### イギリス
- ケンブリッジ大学

#### フランス
- パリ第9大学
- オルレアン大学

#### ドイツ
- バイロイト大学
- トリア大学

#### スウェーデン
- イエブレ大学
- ミッドスウェーデン大学
- ヴェクショー大学

#### オーストラリア
- カーティン工科大学

#### ニュージーランド
- ワイカト大学

### 姉妹校
- 大阪学院大学
- 大阪学院大学高等学校
- AST College（下記の専門学校2校の総称）
  - 関西経理専門学校
  - 関西医科専門学校

## 卒業後の進路について

### 編入学・進学実績
- これまでの実績では、系列の大阪学院大学ほか、関西大学・立命館大学などへの編入実績もある。